# Hucisko (Ruda Żmigrodzka)
Hucisko – przysiółek wsi Ruda Żmigrodzka w Polsce, położony w województwie dolnośląskim, w powiecie trzebnickim, w gminie Żmigród.
W latach 1975–1998 przysiółek administracyjnie należała do województwa wrocławskiego.